# Eleonora Eksanischwili
Eleonora Eksanishvili, en georgià ელეონორა ექსანიშვილი, (Tbilisi, República Democràtica de Geòrgia, 11 de febrer, 1919 - Idem. 5 de gener,e 2003), fou un pianista, compositor i professor universitari.

## Biografia
Eleonora Eksanishvili va estudiar inicialment piano amb Ana Tulaixvili al Conservatori de Tbilisi i composició amb Pyotr Ryazanov i Andrei Balantxivadze, germà del coreògraf George Balanchine. Va fer els seus exàmens finals allà el 1940 i el 1945. Després va anar al Conservatori de Moscou, on va continuar els seus estudis com a postgrau de 1947 a 1950 - en piano amb Aleksandr Goldenvéizer i en composició amb Guénrikh Litinski i Vissarion Xebalín. El 1953 va completar els seus estudis amb una tesi sobre transcripcions per a piano de Mili Balakirew.
Ja l'any 1944 va treballar com a pianista a la Filharmònica de Geòrgia i va començar a ensenyar, entre altres coses. a l'Escola Central de Música Sakaria Paliashvili de Tbilisi. El 1945 va ser acceptada com a membre de l'Associació de Compositors de Geòrgia, on va romandre fins al 1991. Des de 1953 va ensenyar al Conservatori de Tbilisi, on va rebre una càtedra el 1973. El mateix any, en nom del Ministeri d'Educació de la RSS de Geòrgia, va fundar un estudi escolar experimental en el qual es van desenvolupar mètodes de disseny creatiu per tractar la música popular georgiana amb nens a partir de sis anys, derivats d'una sol·licitud de la El compositor britànic Ralph Vaughan Williams. L'estudi va ser considerat la primera instal·lació d'aquest tipus al país. El treball es va dur a terme segons una metodologia que Eksanishvili havia descrit al seu llibre titulat Aisi, publicat el 1972.
Va morir el gener de 2003 a l'edat de 83 anys.

## Obra
Va dedicar part del seu treball a la música per a nens. Va escriure òperes com Spaziergang (Freunde des Waldes) (1960) i Wald-Komödie (1972), escenes de teatre musical com Kaninchen und Kinder (1961) i Winterferien (1963), una suite infantil Frühling per a orquestra de cambra (1972), un àlbum de piano per a nens Für Kinder (1958) i cançons infantils.
Va deixar dos concerts per a piano per a obres orquestrals (1944 i 1955). En el camp de la música de cambra va crear 2 quartets de corda (1944, 1949), un quintet de corda (1945, revisat 1970) i una sonata per a violí (1970). Per a piano sol va escriure una sonata (1973), un memorial de tres parts amb preludis, estudis i una elegia (1980), dedicada als col·legues que van morir a la guerra, i per a piano a quatre mans 12 arranjaments de cançons populars georgianes (1974). També va compondre cançons i romanços. En el seu treball vocal va posar textos de poetes georgians com Grigol Abashidze, Ilo Mosashvili (1896–1954), Ilia Sikharulidze (1889–1963), Wascha-Pshavela, Alexander Abasheli i Dawit Guramischwili, així com textos de la literatura alemanya de Goethe i Heine, a més d'escriure, va crear una música de teatre per a Kabale und Liebe de Schiller.
Com a professora universitària, també va publicar llibres i articles sobre el seu professor Goldenweiser, sobre Balakirev, sobre compositors georgians, sobre la visita de Serguei Rakhmàninov a Tbilisi i sobre l'educació musical per a nens.

## Premis
- El 1967 va ser honrada amb el títol d'Artista Honorada de la RSS de Geòrgia.[3]